# Maranthes sanagensis
Espèce
Statut de conservation UICN

 VU B2ab(iii) : Vulnérable
Maranthes sanagensis est une espèce de plantes à fleurs de la famille des Chrysobalanaceae. Endémique du Cameroun, elle est en plein déclin en raison de la transformation de son habitat au long de la rivière Sanaga, car on y extrait le sable nécessaire aux constructions urbaines. En effet, il n'existe que 9 individus connus, dont 2 que l'on retrouve sur les bords de cette rivière. 

## Description
Il s'agit d'un arbre à fleurs dont le tronc est couvert d'une écorce brun-gris, légèrement écailleuse. Les feuilles sont coriaces. Les fleurs ont un calice vert pâle et des étamines jaunâtres.

## Répartition
Ce petit arbuste se trouve dans les forêts riveraines de la rivière Sanaga, au Cameroun, à une altitude de 300-517 m. On estime que Maranthes sanagensis occupe une région d'environ 32 km2.
On a pu observer des individus dans les zones suivantes : sur les bancs de la rivière Sanaga à Nachtigal[Lequel ?], 60 km au Sud-Est de Bafia ; 7 km au Nord de Olembé  à 60 km au Nord de Yaoundé ; au pont Kikot ; sur les bancs de la rivière Ndjim et 25 km à l'est-nord-est de Bafia ; à la confluence d'Asamba et Sanaga ; au Missassa au Congo (un spécimen enregistré).

## Statut de conservation
L'espèce n'est pas menacée d'extinction, mais elle est considérée comme vulnérable par l'Union internationale pour la conservation de la nature (UICN). La perte de certains habitats occasionnée par l'extraction de sable afin de permettre certaines constructions dans le Yaoundé.
L'espèce ne fait pas partie d'aucun domaine ou espace protégé. Les données concernant la répartition de sa population devrait être utilisées lors de futurs contrôles et les communautés locales, telles que les pêcheurs et les ouvriers de sablière, devraient être informés au sujet de l’existence de cet arbre et de sa rareté. Des études sont nécessaires afin de voir si des individus sont présents dans d'autres régions du sud du Cameroun et du Gabon.